# Rodrigo zu Dohna-Finckenstein

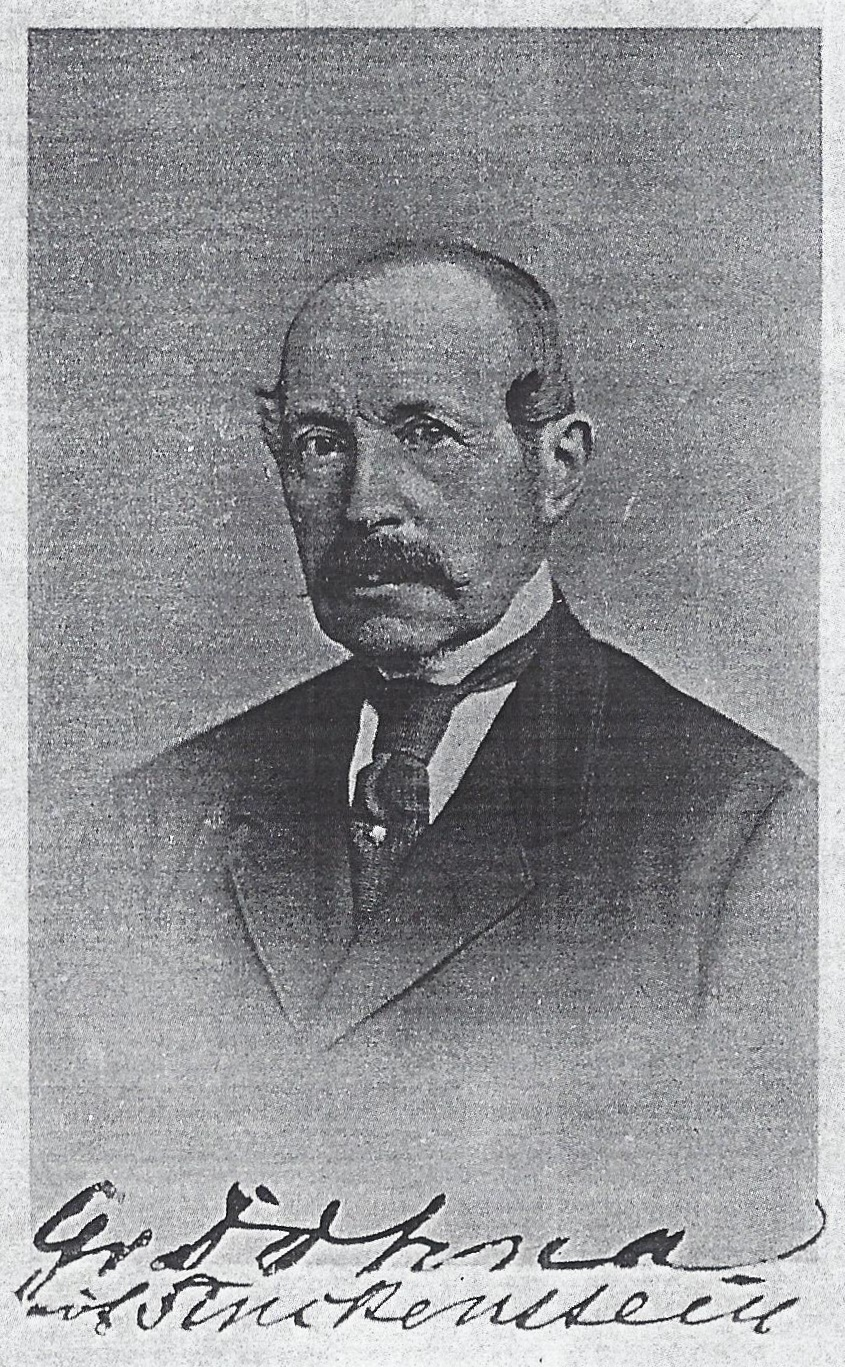
Graf Rodrigo zu Dohna-Finckenstein

Rodrigo zu Dohna-Finckenstein (* 3. November 1815 auf Schloss Finckenstein, Kreis Rosenberg in Westpreußen; † 9. April 1900 ebenda) war ein deutscher Großgrundbesitzer und Politiker in Preußen.

## Herkunft und Familie
Rodrigo Dohna entsprang der Linie Dohna-Schlobitten des preußischen Uradelsgeschlechts Dohna. Seine Eltern waren der Fideikommissherr Alexander Fabian zu Dohna-Finckenstein (1781–1850) und Theophile Burggräfin zu Dohna-Lauck (1786–1855). Der kurzzeitige preußische Innenminister Friedrich Ferdinand Alexander zu Dohna-Schlobitten war sein Onkel, der Standesherr und Herrenhausmitglied Richard Friedrich zu Dohna-Schlobitten (1807–1894) sein Cousin. Dohna blieb unverheiratet und hatte keine Nachkommen.

## Leben
Dohna begann an der Rheinischen Friedrich-Wilhelms-Universität Bonn Rechtswissenschaft zu studieren. 1838 wurde er im Corps Borussia Bonn aktiv. Als Inaktiver wechselte er an die Friedrich-Wilhelms-Universität Berlin. Dohna war von 1845 bis 1851 Landrat seines heimatlichen Kreises Rosenberg. Er erbte 1850 von seinem Vater den Fideikommiss Finckenstein sowie das Gut Görken im Landkreis Mohrungen. Darauf nahm er politische Mandate in der Provinz Ostpreußen und im Deutschen Kaiserreich auf Reichsebene wahr.
1851/52 Abgeordneter im Preußischen Abgeordnetenhaus, wurde er 1868 Reichstagsabgeordneter für den westpreußischen Reichstagswahlkreis Regierungsbezirk Marienwerder 2 (Rosenberg – Löbau). Diesen Sitz konnte Dohna auch im  Reichstag (Deutsches Kaiserreich) 1871 halten. Er gehörte dem Reichstag bis 1887 an. Dohna vertrat die Deutschkonservative Partei. 1860 berief König Wilhelm ihn aus allerhöchstem Vertrauen auf Lebenszeit in das Preußische Herrenhaus. Dohna war Kammerherr, Ehrenritter des Johanniterordens, Ehrenmitglied des Corps Borussia Bonn und seit 1879 Burggraf der Marienburg (Ordensburg) und Schlosshauptmann.